# 압둘라이 와드
압둘라이 와드(프랑스어: Abdoulaye Wade, 1926년 5월 29일~)는 세네갈의 제3대 대통령이다. 세네갈 민주당의 사무총장이며, 1974년 세네갈 민주당의 창립이후 당을 이끌고있다. 장시간 야당 지도자였던, 그는 2000년 대통령으로 선출되기 전에, 1978년부터 시작한 대통령 선거에 네 차례 출마했었다. 2007년 대통령 선거에서 재선하여 2번의 임기를 재임하였고, 2012년 대통령 3선 출마를 할 수 없다는 헌법을 무시한 채 대통령 선거에 출마하였으나 낙선하였다.

## 비판

### 장기 집권
2011년 6월 다음해에 열릴 대통령 선거에서 25%의 득표율만 얻으면 당선 유효가 되도록 하는 법과 부통령직을 새로 만드는 법을 추진하려다 다카르, 파리, 몬트리올에서 열린 개헌 반대 시위 때문에 철회하였다. 반대파들은 개헌의 이유를 와드가 2012년 대통령 선거에서 본래 규정인 50%를 획득하지 못할 것으로 예상하였고, 또한 3선에 성공하였 때, 부통령 자리에 현재 에너지 부장관으로 있는 와드의 아들을 임명하여 와드의 급사를 대비하기 위함이라고 주장하였다.

### 동상 제작
2010년 프랑스로부터 독립 50주년을 기념한 청동조각상 《아프리카 르네상스》를 다카르 국제공항 근처 언덕에 세웠다. 제작사는 조선민주주의인민공화국의 만수대창작사로서 동상의 길이는 약 50 m이며, 약 7000만 달러가 들었고 세내갈의 국유지를 주는 것으로 비용을 대신했다. 이에 개막행사를 앞두고 국민들은 와드의 의견에 반하는 플래카드를 들고 행진을 했으며, 세네갈의 이슬람 지도자들은 동상이 성적 이미지를 풍기며 이슬람 교리에 어긋나는 우상숭배라고 주장했다.

## 역대 선거 결과
| 선거명      | 직책명          | 대수 | 정당          | 1차 득표율 | 1차 득표수  | 2차 득표율 | 2차 득표수 | 결과 | 당락 |
| ----------- | --------------- | ---- | ------------- | ---------- | ----------- | ---------- | ---------- | ---- | ---- |
| 1978년 선거 | 세네갈의 대통령 | 1대  | 세네갈 민주당 | 17.80%     | 174,817표   |            |            | 2위  | 낙선 |
| 1983년 선거 | 세네갈의 대통령 | 2대  | 세네갈 민주당 | 14.79%     | 161,067표   |            |            | 2위  | 낙선 |
| 1988년 선거 | 세네갈의 대통령 | 2대  | 세네갈 민주당 | 25.80%     | 291,869표   |            |            | 2위  | 낙선 |
| 1993년 선거 | 세네갈의 대통령 | 2대  | 세네갈 민주당 | 32.03%     | 415,295표   |            |            | 2위  | 낙선 |
| 2000년 선거 | 세네갈의 대통령 | 3대  | 세네갈 민주당 | 31.01%     | 518,740표   | 58.49%     | 969,332표  | 1위  |      |
| 2007년 선거 | 세네갈의 대통령 | 3대  | 세네갈 민주당 | 55.90%     | 1,914,403표 |            |            | 1위  |      |
| 2012년 선거 | 세네갈의 대통령 | 4대  | 세네갈 민주당 | 34.81%     | 942,327표   | 34.20%     | 992,556표  | 2위  | 낙선 |